# Gilda Radner
Gilda Susan Radner (Detroit, 28 giugno 1946 – Los Angeles, 20 maggio 1989) è stata un'attrice e comica statunitense.

## Biografia
Tra le prime protagoniste del programma comico Saturday Night Live, divenne moglie dell'attore Gene Wilder nel 1985. Morì nel 1989, all'età di 42 anni, per un tumore alle ovaie.

## Filmografia
- L'ultima corvé (The Last Detail), regia di Hal Ashby (1973)
- All You Need Is Cash, regia di Eric Idle, Gary Weis - film TV (1978)
- Hanky Panky - Fuga per due (Hanky Panky), regia di Sidney Poitier (1982)
- La signora in rosso (The Woman in Red), regia di Gene Wilder (1984)
- Dinosauri a colazione (Movers & Shakers), regia di William Asher (1985)
- Luna di miele stregata (Haunted Honeymoon), regia di Gene Wilder (1986)

## Doppiatrici italiane
- Angiolina Quinterno in Hanky Panky - Fuga per due
- Liliana Jovino ne La signora in rosso
- Aurora Cancian in Luna di miele stregata

## Scrittrice
- 1989 - Ce n'è sempre una! (It's Always Something!), Sagoma Editore (ISBN 978-88-6506-001-8)